# Asociación Civil Mineros de Guayana B
El Mineros de Guayana "B" fue un equipo de fútbol profesional venezolano, radicado en la ciudad de Ciudad Guayana, filial de Mineros de Guayana. Participó en la Segunda División de Venezuela

## Datos del club
- Temporadas en 1.ª División: No puede ascender
- Temporadas en 2.ª División: 3 (2012/13, 2013-14, 2014-15)
- Temporadas en 2.ª División B: 1 (2011-12)